# Muzeum Susch
Il Muzeum Susch è un museo d'arte privato situato nella città di Susch in Svizzera. Il museo si concentra sulla raccolta e la promozione del lavoro di artiste moderne e contemporanee. Il Muzeum Susch è stato aperto il 2 gennaio 2019 ed è stato fondato da Grażyna Kulczyk, un'imprenditrice e collezionista d'arte polacca. Il nome del museo utilizza l'ortografia polacca originale per la parola "museo".

## Posizione
Con una popolazione di poco più di 200 abitanti, Susch si trova a 1.438 metri sul livello del mare, nella valle della Bassa Engadina, nel cantone dei Grigioni, in Svizzera. Il museo è comodamente accessibile attraverso le Ferrovie Federali Svizzere, con la stazione ferroviaria più prossima a soli 350 metri di distanza, denominata Susch.

## Storia

### Monastero
Gli edifici che compongono il Muzeum Susch facevano parte di un monastero rurale fondato nel 1157. Il monastero si situava lungo il percorso dei pellegrini diretti a Roma e Santiago di Compostela, noto come il Cammino di Giacobbe. Le strutture comprendevano una canonica, un ospizio e un edificio economico. Nel XIX secolo, fu aggiunto all'insieme anche l'edificio della birreria.

### Riqualificazione
Grażyna Kulczyk ha acquistato l'edificio del museo e altre tre antiche case engadinesi sulla stessa strada e ha incaricato la coppia di architetti Chasper Schmidlin e Lukas Voellmy di sviluppare dal complesso il progetto Muzeum Susch.
Dato che tutti gli edifici sono soggetti a tutela monumentale cantonale, l'espansione della superficie espositiva è stata realizzata esclusivamente all'interno della montagna, con attento restauro e riorganizzazione delle strutture esistenti. Nella fase iniziale della costruzione, sono state rimosse 9.000 tonnellate di roccia per dar vita alle spaziose stanze cavernose della montagna. In alcune stanze è stata lasciata la pietra grezza, permettendo di vivere l'interno della montagna; in una stanza si può osservare come dalla roccia sgorga l'acqua sorgiva. La roccia di anfibolite è stata fatta saltare in aria, macinata e riutilizzata come rivestimento lucido del pavimento. I pavimenti supplementari sono realizzati in pino cembro proveniente dalla zona circostante, ciottoli dell'Inn o lastre di pietra calcarea recuperate dagli edifici preesistenti. La fase di ristrutturazione ha richiesto un impegno di tre anni. Attualmente, l'area espositiva si estende su quattro piani, coprendo 1500 metri quadrati attraverso una ventina di sale disposte in un labirinto architettonico, ciascuna con un design unico..

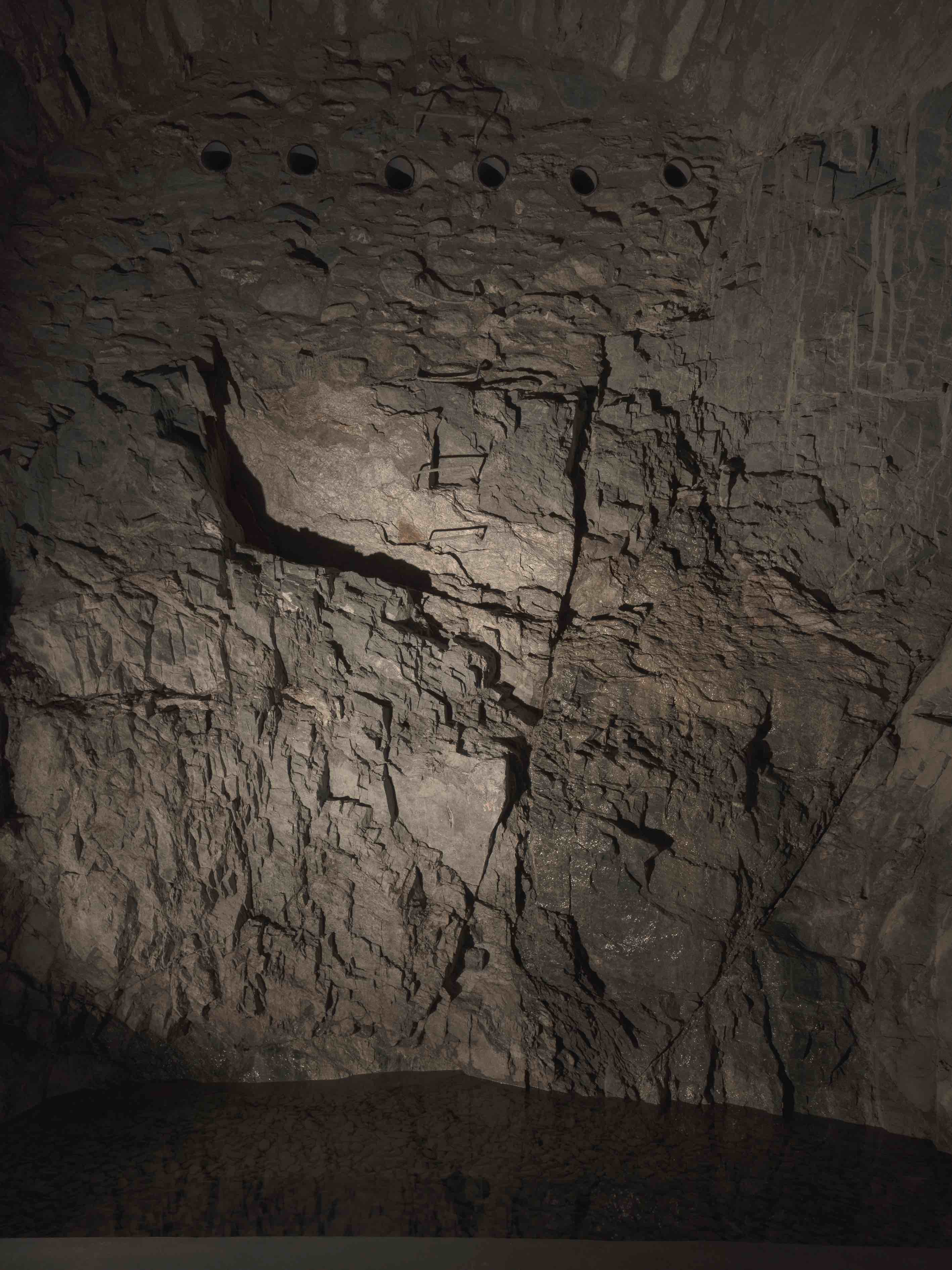
Parete rocciosa con acqua sorgiva che emerge all'interno del Muzeum Susch

### Apertura
La galleria è stata inaugurata il 2 gennaio 2019

## Edificio e spazio espositivo
L'intero complesso museale è composto da quattro edifici: la Bieraria (birrificio), la Bieraria Veglia (vecchia birreria), la Chasa Della Santa (Casa della Salute) e la Residenza d'Artista. Si accede al museo attraverso il livello seminterrato della Bieraria. L'ingresso alla Bieraria Veglia avviene tramite un passaggio sotterraneo già esistente, che ospita gli spazi espositivi e la sede del MuzeumSusch/Art Stations Foundation CH.
L'ambiente è progettato per stabilire un legame con la natura e è stato costruito con l'obiettivo di promuovere un viaggio artistico esplorativo e contemplativo. introducendo spazi per mostre e presentazioni sperimentali, performance, conferenze, conferenze ed eventi, nonché un programma di residenza interdisciplinare. Durante la stagione estiva, è possibile accedere ai giardini terrazzati direttamente dalle sale espositive, i quali sono stati ideati e realizzati dall'architetto paesaggista Günther Vogt.

## Esposizione
Le esposizioni all'interno dell'edificio comprendono sia installazioni permanenti che mostre stagionali.

### Installazioni permanenti site-specific
Il Muzeum Susch presenta una collezione di installazioni permanenti create appositamente da artiste contemporanee di fama internazionale. Queste installazioni interagiscono in modo significativo con l'architettura e la distintiva struttura del museo.
Ogni installazione permanente contribuisce in modo significativo a definire il carattere in continuo mutamento e la disposizione distintiva dello spazio, promuovendo un senso unico di coabitazione con le opere temporanee in mostra che andranno a occupare la maggior parte dell'edificio.

Mirosław Bałka Narcissussusch (2018)

Stairs (2017) di Monika Sosnowska, è una colonna vertebrale in acciaio alta 14 metri, è stata una delle prime installazioni site-specific a essere ospitata presso il Muzeum Susch, situata all'interno dell'ex torre di ghiaccio del birrificio.
Tra le altre installazioni permanenti site-specific troviamo: Narcissussusch (2018) di Mirosław Bałka, Midada da structura (2018) di Mirko Baselgia , Herrenzimmer (1977-1979) di Heidi Bucher, Piss Flowers, 1991– 1992 di Helen Chadwick, Dreams in Black I (1992) e Dreams in Black II (1994) di Izabella Gustowska, Flock I (1990) di Magdalena Abakanowicz , Guerre etniche. Large Vanitas Still Life (1995/2017) di Zofia Kulik, Inn Reverse (2018) di Sara Masüger, Painkillers (2014-2017) di Joanna Rajkowska, Real Nazis (2017) e Senza titolo (Story of the Eye) (2013) di Piotr Uklański,  Dalla serie Il teatro della scomparsa XXXI (2018) di Adrián Villar Rojas, Tuor per Susch (Torre per Susch), 2020] di Not Vital e Listening by Eye di Jarosław Kozłowski.

### Mostre temporanee
| Data                              | Artista(i) | Titolo                                               | Dettagli           |
| --------------------------------- | --- | ---------------------------------------------------- | ------------------ |
| 2 gennaio 2019-30 giugno 2019     | Carla Accardi, Evelyne Axell, Magdalena Abakanowicz, Helena Almeida, Ida Applebroog, Mirosław Bałka, Maria Bartuszová, Renate Bertlmann, Judith Bernstein, Louise Bourgeois, Geta Brătescu, Ellen Cantor, Dadamaino, Marlene Dumas, Nicole Eisenman, Wojciech Fangor, Lucio Fontana, Laura Grisi, Dorothy Iannone, Birgit Jürgenssen, Kiki Kogelnik, Maria Lassnig, Natalia LL, Sarah Lucas, Roman Ondak, Teresa Pągowska, Carol Rama, Erna Rosenstein, Iris von Roten, Carolee Schneemann, Joan Semmel, Alina Szapocznikow, Betty Tompkins, Julie Verhoeven, Hannah Wilke e Andrzej Wróblewski | A Woman Looking at Men Looking at Women              | Per saperne di più |
| 27 luglio 2019 - 24 novembre 2019 | Emma Kunz | Visionary Drawings                                   | Per saperne di più |
| 29 dicembre 2019-19 luglio 2020   | Carolee Schneemann | Up to and Including Limits: After Carolee Schneemann | Per saperne di più |
| 1 agosto 2020 - 22 maggio 2021    | Evelyne Axell, Sylvie Fleury | Evelyne Axell: Body Double                           | Per saperne di più |
| 5 giugno 2021 — 5 dicembre 2021   | Laura Grisi | Laura Grisi. The Measuring of Time                   | Per saperne di più |
| 18 dicembre 2021 - 26 giugno 2022 | Feliza Bursztyn | Feliza Bursztyn:Welding Madness                      | Per saperne di più |
| 16 luglio 2022 - 4 dicembre 2022  | Heidi Bucher | Heidi Bucher. Metamorphoses II                       | Per saperne di più |
| 4 gennaio 2023 - 2 luglio 2023    | Hannah Villiger, Alexandra Bachzetsis, Lou Masduraud e Manon Wertenbroek | Hannah Villiger: Amaze Me                            | Per saperne di più |
| 15 luglio 2023 - 26 novembre 2023 | Wanda Czełkowska | Wanda Czełkowska: Art is not Rest                    | Per saperne di più |
| 3 gennaio 2024 - 30 giugno 2024   | Anu Poder | Anu Põder: Space for my body                         | Per saperne di più |

## Altri programmi

### Acziun Susch

Performance di mayfield brooks nell'ambito di Acziun Susch, sullo sfondo il lavoro di Heidi Bucher

Sviluppata e curata da Joanna Lesnierowska, Acziun Susch costituisce una piattaforma dedicata alla ricerca e alla presentazione, promuovendo l'arte della coreografia attraverso il dialogo con altre discipline. Questo progetto fornisce un punto d'incontro nella regione delle Alpi svizzere per la comunità della danza.
Il programma di residenze di ricerca offre un equilibrio tra spazi dedicati alla riflessione e alla pratica individuale, integrando prove pubbliche, workshop e conferenze

### Magazine Susch
La rivista annuale Susch costituisce un'ulteriore strumento stimolante. Muzeum Susch/Acziun Susch ha sostenuto la pubblicazione di questo libro, offrendo a Cools una residenza per approfondire la sua ricerca sui lamenti nell'arte moderna e commissionando un podcast dedicato a questo tema per la loro serie Echolot del 2020.

### Podcast di Echolot
Echolot è un podcast che offre uno spazio per la riflessione, in cui gli artisti esplorano l'idea di vivere ad un ritmo intenzionalmente più lento, dedicando più tempo alla contemplazione durante la loro permanenza al Muzeum Susch.

## Fondazione Stazioni d'Arte CH
La Fondazione Art Station è un ente sostenuto finanziariamente da Grażyna Kulczyk, fornendo un ulteriore supporto al museo. Dal 2004, la Fondazione Art Stations di Grażyna Kulczyk ha offerto un ampio sostegno allo sviluppo della coreografia contemporanea attraverso il suo programma performativo con sede a Poznań, noto a livello internazionale come Stary Browar Nowy Taniec / Old Brewery New Dance.